# シャンテイズ
シャンテイズ (The Chantays) は、カリフォルニア州オレンジ郡で結成された、アメリカ合衆国のサーフ・ロック・バンドで、1963年のインストゥルメンタル・ロックのヒット曲「パイプライン」で知られている。彼らの音楽は、電気楽器としてのキーボード（エレクトリックピアノ）と「サーフ・ギター (surf guitar)」と称されたスタイルのエレクトリック・ギターを合わせたもので、「ghostly（幽霊のような、ぼんやりした）」と形容される独自のサウンドをもっている。
日本語では、シャンティズ、シャンティーズなどと表記される場合もある。

## 歴史
シャンテイズは1961年に、高校の仲間5人で結成された。ボブ・スピッカード (Bob Spickard)、ブライアン・カーマン (Brian Carman)（以上のふたりは「パイプライン」の共作者）、ボブ・ウェルチ (Bob Welch)、ウォーレン・ウォーターズ (Warren Waters)、ロブ・マーシャル (Rob Marshall) のメンバー5人は全員が、カリフォルニア州のサンタアナ高等学校の生徒で、地元で活動していたリズム・ロッカーズ (the Rhythm Rockers) という音楽グループの勧めでシャンテイズを結成することとなった。1962年12月に録音してリリースされた「パイプライン」は、1963年5月に、Billboard Hot 100の4位に達した。同年には全英シングルチャートでも16位まで上昇した。1963年には、『Pipeline』と題された最初のアルバムも録音され、「ブランダバス (Blunderbus)」、「征服者 (El Conquistador)」も収録された。続いて1964年には、アルバム『Two Sides of the Chantays』が出た。
シャンテイズは、ライチャス・ブラザーズやロイ・オービソンとともに、日本やアメリカ合衆国を数回ツアーし、テレビ番組『The Lawrence Welk Show』に出演した唯一のロックンロール・バンドとなった。
「パイプライン」は、1962年にダウニー音楽出版 (Downey Music Publishing) から楽譜として出版され、サーフ・ロックの代表的なヒット曲のひとつとなった。この曲のカバーは、ブルース・ジョンストン、ウェルク（ドット・レコードから出たアルバム『Scarlet O'Hara』に収録）、アル・カイオラ（ユナイテッド・アーティスツ・レコードから出たアルバム『Greasy Kid Stuff』に収録）、ザ・ベンチャーズ、寺内タケシとブルージーンズ、エージェント・オレンジ、ハンク・マーヴィン、ライヴリー・ワンズ、パット・メセニー、ディック・デイルとスティーヴィー・レイ・ヴォーン（グラミー賞にノミネートされた）、スラッシュメタル・バンドのアンスラックス、バッド・マナーズ、ジョニー・サンダースなどによるものがある。「パイプライン」は映画やテレビ番組、コマーシャルなどでも、しばしば使用されている。また、この曲は、多数のコンピレーション・アルバムに収録されている。
シャンテイズは、音楽への貢献に対して様々な栄誉を与えられている。その最も顕著なものとしては、1996年4月12日に、音楽に永続的かつ重要な貢献をした個人やグループを顕彰するハリウッドのロック・ウォーク (Hollywood's Rock Walk) に加えられたことなどがある。また、「パイプライン」は、「ロックンロールを作った500曲 (the 500 Songs that Shaped Rock and Roll)」のひとつに選ばれている。ライチャス・ブラザーズのビル・メドレーや、ダイアン・キートンとともに、シャンテイズは、サンタアナ市とサンタアナ高等学校によってその名を街路名に残すという栄誉を与えられ、「シャンテイズ・ウェイ (Chantays Way)」が誕生した。『OCウィークリー』誌は、オレンジ郡を代表するバンドのひとつとして、シャンテイズを挙げている。
シャンテイズは、現在も活動を続けている。オリジナルのメンバーであるボブ・スピッカード、ブライアン・カーマン、ボブ・ウェルチに加え、メンバーとして長く活動してきたロングタイム・メンバーのギル・オア (Gil Orr)、リッキー・ルイス (Ricky Lewis)、ブライアン・ナッスル (Brian Nussle) がメンバーとなっている。近年のアルバムとしては、ライブ・アルバム『The Next Set』や、アルバム『Waiting for the Tide』がある。アルバム収録曲には、「Crystal T」や「Killer Dana」のような新曲もあるが、「パイプライン」　、「征服者」、「ブランダバス」など、旧作のリメイクも収録されている。
ブライアン・カーマンは、2015年3月1日に、カリフォルニア州サンタアナの自宅で、クローン病の合併症によって死去した。69歳であった。

## メンバー
- ボブ・スピッカード - ギター：オリジナル・メンバー
- ブライアン・カーマン（本名：ブライアン・クレイグ・カーマン (Brian Craig Carman)、1945年8月10日 - 2015年3月1日）- ギター：オリジナル・メンバー
- ボブ・ウェルチ - ドラムス：オリジナル・メンバー
- ウォーレン・ウォーターズ - ベース：オリジナル・メンバー
- ロブ・マーシャル - ピアノ：オリジナル・メンバー
- リッキー・ルイス - ギター：ロングタイム・メンバー
- ギル・オア - ギター/ベース：ロングタイム・メンバー
- ブライアン・ナッスル - ベース：ロングタイム・メンバー

## ディスコグラフィ

### アルバム
- Pipeline (1963)
- Two Sides of the Chantays (1964)
- Next Set (1994)
- Waiting for the Tide (1997)

日本盤CD『パイプライン～ベスト・オブ・ザ・シャンテイズ』には、最初の2枚のアルバムの全曲と、さらに2曲、合わせて26曲が収録されている。

### シングル
- "Pipeline" (1962) LISTEN - 45 single
- "Monsoon" (1963)
- "Space Probe" (1963)
- "Only If You Care" (1964)
- "Beyond" (1964)
- "Greenz" (1965)
- "Fear of the Rain" / "(I Won't Cry) So Be On Your Way" (1965) - The Ill Winds 名義
- "It Never Works Out for Me"  (1965) - Leapin' Ferns 名義

## ライブ映像
- Pipeline (Lawrence Welk Show, May 18, 1963) LISTEN
- Runaway (Lawrence Welk Show, May 18, 1963) LISTEN

## 受賞
- ハリウッドのロック・ウォーク (Hollywood's RockWalk) - 1996年4月12日[11]